# بورجو كيراتلي
بورجو كيراتلي (بالتركية: Burcu Kıratlı)‏ ولدت من مواليد 23 يوليو 1989 هي ممثلة وعارضة أزياء سينمائية وتلفزيونية تركية.  اشتهرت بأدوارها في ماوي و الحب و قيامة أرطغرل و حكاية خرافية
. لقد كانت وجهًا لمجموعة متنوعة من الحملات الإعلانية. منذ ظهورها لأول مرة، ظهرت أيضًا في العديد من أغلفة المجلات والمقالات والافتتاحيات في جميع أنحاء تركيا. حصلت بورجو كيراتلي على جائزة في حفل حاملات السينما التركية من الماضي إلى المستقبل لإسهاماتها في السينما التركية في 8 أكتوبر 2020. 

## حياة مهنية
أكملت بورجو كيراتلي تعليمها الابتدائي في كلية آتا، وتعليمها الثانوي في كلية BJK، وتعليمها الثانوي في كلية بيبيك يني يلدز. تخرجت من جامعة يدي تيبه ، كلية الاتصالات، تصميم الاتصالات المرئية بدرجة البكالوريوس، وقدمت العديد من المسرحيات ومشاريع الأفلام القصيرة أثناء دراستها. تلقت تعليم التمثيل في أكاديمية موجدات جيزن للفنون ثم عملت هناك كممثلة دائمة لمدة عامين. بدأت حياتها المهنية في التمثيل مع المسرحيات المسرحية .
في عام 2014، لعبت دور شخصية بيري في مسلسل حكاية خرافية . حقق المسلسل نجاحًا نقديًا كبيرًا ولوحظ أن أدائها كان من أفضل أداء لها. أثبت العمل أنه أول نجاح لـ بورجو كيراتلي، حيث حصل على جائزة أفضل ممثلة جديدة لهذا العام في حفل توزيع الجوائز التقليدية التركية الرقمية في عام 2015. الفيلم من إخراج وإنتاج بيراي دالكيرانام.  وبالعودة إلى شاشات التلفزيون بعد هذا المشروع السينمائي، ظهرت بورجو كيراتلي على قناة تي أر تي 1 في ديسمبر 2014 بشخصية كوتشا في مسلسل قيامة أرطغرل . كانت جزءًا من المسلسل لمدة موسمين.  حصلت عن هذا الدور على جائزة أفضل ممثلة من قبل لجنة تحكيم وزارة الشباب والرياضة وجائزة أفضل ممثلة لهذا العام من خلال تصويتات الجمهور التي حصلت عليها من الاستطلاع الذي فتحته الوزارة. قيامة أرطغرل هو مسلسل تلفزيوني خيالي تاريخي ومغامرة تركي من تأليف محمد بوزداغ . في عام 2015، ومع استمرار مسيرتها التليفزيونية، لعبت دور شخصية إليف الرئيسية في فيلم حكايتنا ، من إخراج ياسين أوسلو.

## أعمالها
| مسلسل تلفزيونى | مسلسل تلفزيونى   | مسلسل تلفزيونى | مسلسل تلفزيونى |
| سنة            | عنوان            | دور            | ملحوظة         |
| -------------- | ---------------- | -------------- | -------------- |
| 2010-2012      | هنالك حياة       | ياغمور         | الدور المساعد  |
| 2014-2016      | قيامة أرطغرل     | جوكجه خاتون    | الدور المساعد  |
| 2016-2018      | حكاية خرافية     | مافي جوريكي    | دور قيادي      |
| 2023–          | النجوم بعيدة عني | أسلي كانسيفير  | دور قيادي      |

1. ↑  "Burcu Kıratlı kimdir?". hthayat.haberturk.com (بالتركية). 4 Sep 2019. Archived from the original on 2020-06-15. Retrieved 2020-06-13.
2. ↑  Gazetesi, Yurt (8 Oct 2020). "Tük Sinemasını Geçmişten Geleceğe Taşıyanlar ödül töreni ile kutlanıyor". Yurt Gazetesi (بالتركية). Archived from the original on 2023-09-05. Retrieved 2020-10-17.
3. ↑  "Biray Dalkıran » Biray Dalkıran Official Web Site". Biray Dalkıran. مؤرشف من الأصل في 2023-03-29. اطلع عليه بتاريخ 2020-07-02.
4. ↑  "A Story That Steers History". Skylife. مؤرشف من الأصل في 2021-06-26. اطلع عليه بتاريخ 2020-06-14.